# Метаквалон
Метаквало́н (лат. Methaqualonum, торговые марки Quaalude в США, Mandrax в Европе) — снотворное средство класса хиназолинонов. Имеет правовой статуc: Запрещенное вещество.

## Общая информация
Седативное и снотворное средство, оказывает также умеренное противосудорожное действие. Усиливает действие барбитуратов, анальгетиков, нейролептиков. Обладает противокашлевой активностью, усиливает действие кодеина. Быстро всасывается из желудочно-кишечного тракта; расщепляется в печени почти полностью. По снотворному эффекту не уступает барбитуратам. Сон наступает через 15—30 мин после приёма внутрь и продолжается 6—8 ч. При длительном применении возникает зависимость.
Применяют при нарушениях сна различной этиологии, в том числе при бессоннице, связанной с острыми и хроническими болями.
Назначают внутрь по 0,2 г (1 таблетка) за полчаса до сна. При раннем пробуждении принимают (ночью) по 0,5 таблетки. Во время предоперационной подготовки дают вечером накануне операции 1—1,5 таблетки (0,2—0,3 г).
Препарат обычно хорошо переносится. В редких случаях наблюдаются рвота и другие диспепсические явления.

## Физические свойства
Белый кристаллический порошок. Малорастворим в воде и спирте.

## Форма выпуска

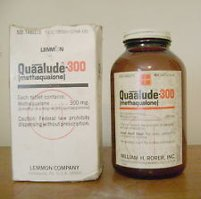
Снотворный лекарственный препарат «Кваалюд», содержащий метаквалон. 1977 год

Форма выпуска: таблетки по 0,2 г в упаковке по 10 штук.

## История
Метаквалон синтезирован в 1951 году как безопасный заменитель барбитуратов.

## Немедицинское использование
Популярный наркотик в Европе и США в 1960—1970-х годах. Был одним из «клубных» наркотиков тех времен, наряду с кокаином и амилнитритом, как неотъемлемая часть диско-культуры. 
Также в виде смеси с марихуаной является одним из самых часто употребляемых наркотиков в ЮАР.
Действие наглядно показано в фильме «Волк с Уолл-стрит», где «легендарный Lemmon 714» употребляется главным героем.

## Правовой статус
В России метаквалон входит в Список I Перечня наркотических средств, психотропных веществ и их прекурсоров, подлежащих контролю в Российской Федерации (оборот запрещён).